# Monster (chanson d'EXO)
Pour les articles homonymes, voir Monster.
Singles de EXO
Lucky One
(2016) Lotto
(2016)
Monster (coréen : 몬스터 ; chinois : 恶魔) est un single du boys band sud-coréano-chinois EXO, sorti le 9 juin 2016 en coréen et en mandarin, issu de leur troisième album EX'ACT.

## Contexte et sortie
Écrit et composé par Kenzie et LDN Noise, "Monster" est décrit comme une chanson de danse "sombre et intense" à tempo moyen avec des paroles sur la "fixation excessive de l'homme sur son amante". La chanson a servi pour être l'un des "doubles titres" pour leur album EX'ACT, l'autre étant « Lucky One », et a été publié simultanément avec l'album le 9 juin. EXO a interprété pour la première fois "Monster" lors d'un grand showcase qui a eu lieu à l'Olympic Hall de Séoul le 8 juin, la veille de la sortie de l'album. Le groupe a par la suite commencé à promouvoir la chanson sur les plateaux de plusieurs émissions musicales sud-coréennes le lendemain.
La veille de la sortie de l'album, lors d'une conférence de presse, les membres ont évoqué leur comeback, ainsi que leurs deux pistes-phares. Le leader du groupe Suho a ainsi déclaré : “La chanson “Monster” est exactement ce qu’elle semble être. Elle a un super son, une ambiance sombre, mais des paroles rafraîchissante. La performance est également intense.”
Kai a alors mis l’eau à la bouche des fans en confiant : “Vous ne pourrez pas décrocher vos yeux de nous durant « Monster ».”.
La version instrumentale de la chanson est exclusivement disponible sur l'album mais également un remix d'LDN Noise sur la réédition en coréen et en mandarin.

## Clip-vidéo

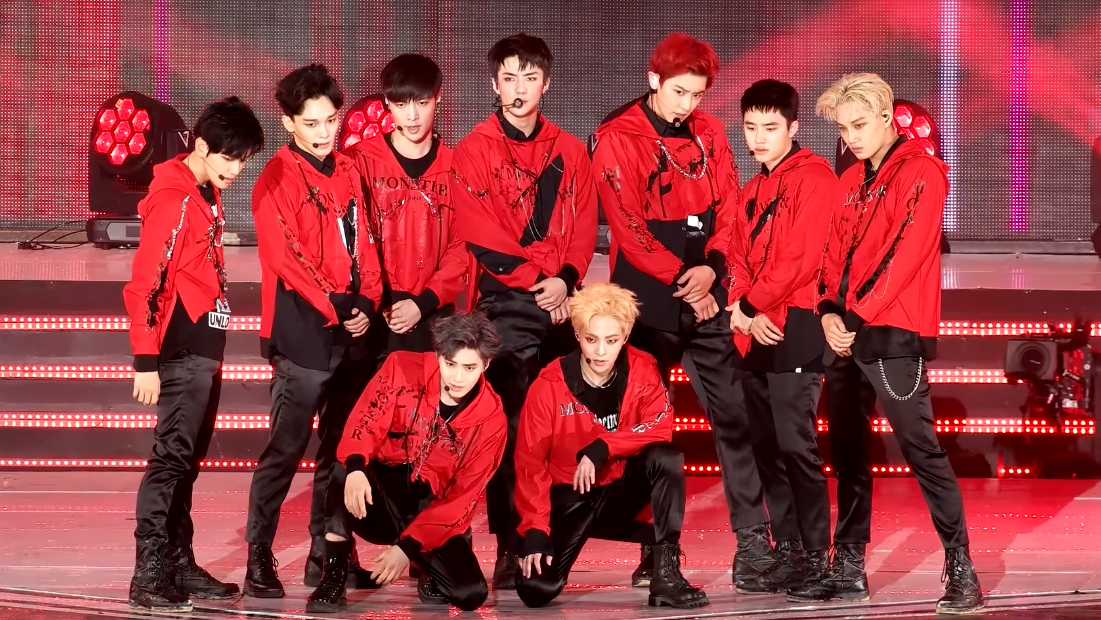
EXO interprétant "Monster" sur scène en juin 2016.

Les vidéos musicales coréennes et chinoises de "Monster" ont été diffusées une heure après la sortie du single. Outre la chorégraphie intense de la chanson dans divers endroits, les vidéos montrent également les membres comme des rebelles luttant contre l'oppression, qui ont finalement été capturés, mais finalement libérés d'un véhicule de transport de prisonniers par Baekhyun, qui est déguisé comme un chauffeur. La version coréenne est devenu la quatrième vidéo de musique K-pop la plus regardée sur YouTube en 2016. Un clip additionnel présentant exclusivement la chorégraphie de la chanson a été mise en ligne le 15 juin 2016. Un autre clip montre le groupe dans leur salle d'entraînement, exécutant la chorégraphie de la chanson, le public peut ainsi profiter pleinement de la puissance et la précision de leur chorégraphie ainsi que du jeu d’ombres sur le sol.
Le 6 février 2017, « Monster » devient le quatrième clip musical à atteindre les 100 millions de vues après « 중독 (Overdose) », « 으르렁 (Growl) » et « Call Me Baby ». Le groupe est également devenu le quatrième artiste K-Pop à posséder au moins quatre clips-vidéos au-dessus des 100 millions de vues, rejoignant ainsi Psy, BIGBANG et les Girls' Generation. Il a donc fallu huit mois pour que le clip atteigne la barre symbolique des 100 millions. Le 8 juin 2018, il devient le premier clip du groupe à atteindre les 200 millions de vues.

## Interprétation en tournée
La chanson a été interprétée lors de leur troisième tournée « EXO'rDIUM » ainsi que lors de l'« EℓyXiOn ».

## Succès commercial
"Monster" est entré en tête du Gaon Chart et du Billboard World Digital Songs, devenant ainsi la première chanson à être numéro un d'EXO sur ce dernier,. La chanson a remporté la première place neuf fois au total dans les émissions musicales hebdomadaires sud-coréennes, et a été la chanson la plus récompensée pour un boysband en 2016. Elle a été nommée pour la "chanson de l'année" aux Mnet Asian Music Awards 2016, deuxième et troisième meilleure chanson K-pop de 2016 par Dazed et Billboard respectivement,.

## Classements

### Classements hebdomadaires
| Classements                        | Meilleure position |
| ---------------------------------- | ------------------ |
| South Korea (Gaon)                 | 1                  |
| US World Digital Songs (Billboard) | 1                  |
| Japan Hot 100 (Billboard)          | 9                  |
| US Spotify Velocity (Billboard)    | 20                 |

### Classements mensuel
| Classement                  | Meilleure position |
| --------------------------- | ------------------ |
| South Korean singles (Gaon) | 4                  |

### Classements annuel
| Classement                  | Meilleure position |
| --------------------------- | ------------------ |
| South Korean singles (Gaon) | 60                 |

## Ventes

### Téléchargement
| Pays               | Ventes    |
| ------------------ | --------- |
| South Korea (Gaon) | 1 016 599 |
| USA (RIAA)         | 15 000    |

### Streaming
| Pays               | Ventes     |
| ------------------ | ---------- |
| South Korea (Gaon) | 39 226 545 |

## Prix et nominations
| Année | Prix                    | Titre                               | Résultat   |
| ----- | ----------------------- | ----------------------------------- | ---------- |
| 2016  | MelOn Music Awards      | Best Male Dance                     | Lauréat    |
| 2016  | Mnet Asian Music Awards | HotelsCombined – Song of the Year   | Nomination |
| 2016  | SBS PopAsia Awards      | Hottest MV                          | Nomination |
| 2017  | Golden Disk Awards      | Disk Bonsang                        | Nomination |
| 2017  | Gaon Chart K-Pop Awards | Artist of the Year (Digital) - June | Nomination |
| 2017  | CJ E&M America Awards   | Best M Countdown Performance        | Lauréat    |

### Programmes de classements musicaux
| Programme                 | Date             |
| ------------------------- | ---------------- |
| M! Countdown (Mnet)       | 16 juin 2016     |
| M! Countdown (Mnet)       | 23 juin 2016     |
| M! Countdown (Mnet)       | 30 juin 2016     |
| Music Bank (KBS)          | 17 juin 2016     |
| Music Bank (KBS)          | 24 juin 2016     |
| Music Bank (KBS)          | 1er juillet 2016 |
| Inkigayo (SBS)            | 19 juin 2016     |
| Inkigayo (SBS)            | 26 juin 2016     |
| Show Champion (MBC Music) | 22 juin 2016     |

## Historique de sortie
| Pays         | Date        | Format               | Label                         |
| ------------ | ----------- | -------------------- | ----------------------------- |
| Corée du Sud | 9 juin 2016 | Téléchargement légal | SM Entertainment, Genie Music |
| Monde entier | 9 juin 2016 | Téléchargement légal | SM Entertainment              |